# De Hofkar
De Hofkar is een Nederlands latenight-programma van omroep PowNed waarin een opgenomen interview met een lijsttrekker van een politieke partij wordt uitgezonden.
In elke aflevering interviewt Rutger Castricum een lijsttrekker van een Nederlandse politieke partij in de aanloop naar de verkiezingen. Als chauffeur van een taxi, de Hofkar, bevraagt hij politici, die plaatsnemen op de bijrijdersstoel, over een bepaald thema.

## Seizoenen
Het eerste seizoen was tijdens de Provinciale Statenverkiezingen 2019 waarna het tweede seizoen volgde met de Tweede Kamerverkiezingen 2021. Achtereenvolgens komen Lodewijk Asscher (PvdA), Gert-Jan Segers (CU), Lilian Marijnissen (SP), Sybrand Buma (CDA), en Thierry Baudet (FvD) aan het woord.
In 2021 waren dat Kees van der Staaij (SGP), Marijnissen (SP), Segers (CU), Wopke Hoekstra (CDA), Esther Ouwehand (PvdD), Lilianne Ploumen (PvdA), Richard de Mos (Code Oranje), Joost Eerdmans (JA21), Farid Azarkan (DENK) en Baudet (FvD). Het derde seizoen in 2022 was met lokale politici waaronder onder anderen Rutger Groot-Wassink (GroenLinks, Amsterdam), De Mos en Rita Verdonk (Groep de Mos/Hart voor Den Haag), Aant Jelle Soepboer (Fryske Nasjonale Partij, Noardeast-Fryslân), Roshano Dewnarain (GroenLinks, Midden-Groningen), Simon Fortuyn (Leefbaar 3B en Mona Keijzer en Vincent Tuijp (CDA, Edam-Volendam).